# Método de marcadores y celdas
El método de marcadores y celdas se utiliza habitualmente en gráficos por ordenador para discretizar funciones para simulaciones de fluidos y otras simulaciones.  Fue desarrollado por Francis Harlow y sus colaboradores en el Laboratorio Nacional de Los Álamos.